# Velomobil-Kraftfahrzeugfabrik
La Velomobil-Kraftfahrzeugfabrik, già Motorfahrzeugfabrik Hermann Dettmann, fu un costruttore tedesco di automobili.

## Storia
La società iniziò a produrre a Berlino nel 1905 con la produzione di automobili. Il marchio usato fu Velomobil. Alla fine del 1906 vi fu lo scioglimento della società. Nel 1907 la fine della produzione.

## Veicoli
Il primo modello fu un triciclo, con singola ruota anteriore come la principale. Il motore sopra la ruota singola muoveva la stessa. La costruzione assomigliava alla Cyklonette. La carrozzeria aperta aveva due o tre posti.